# Stephan Salger
Stephan Salger (Düren, 30 gennaio 1990) è un calciatore tedesco, difensore del Colonia II.

## Palmarès

### Club

#### Competizioni nazionali
- 3. Liga: 1

Arminia Bielefeld: 2014-2015
- Campionato tedesco di seconda divisione: 1

Arminia Bielefeld: 2019-2020